# Hôtel de Rambouillet
Ne doit pas être confondu avec Folie-Rambouillet.

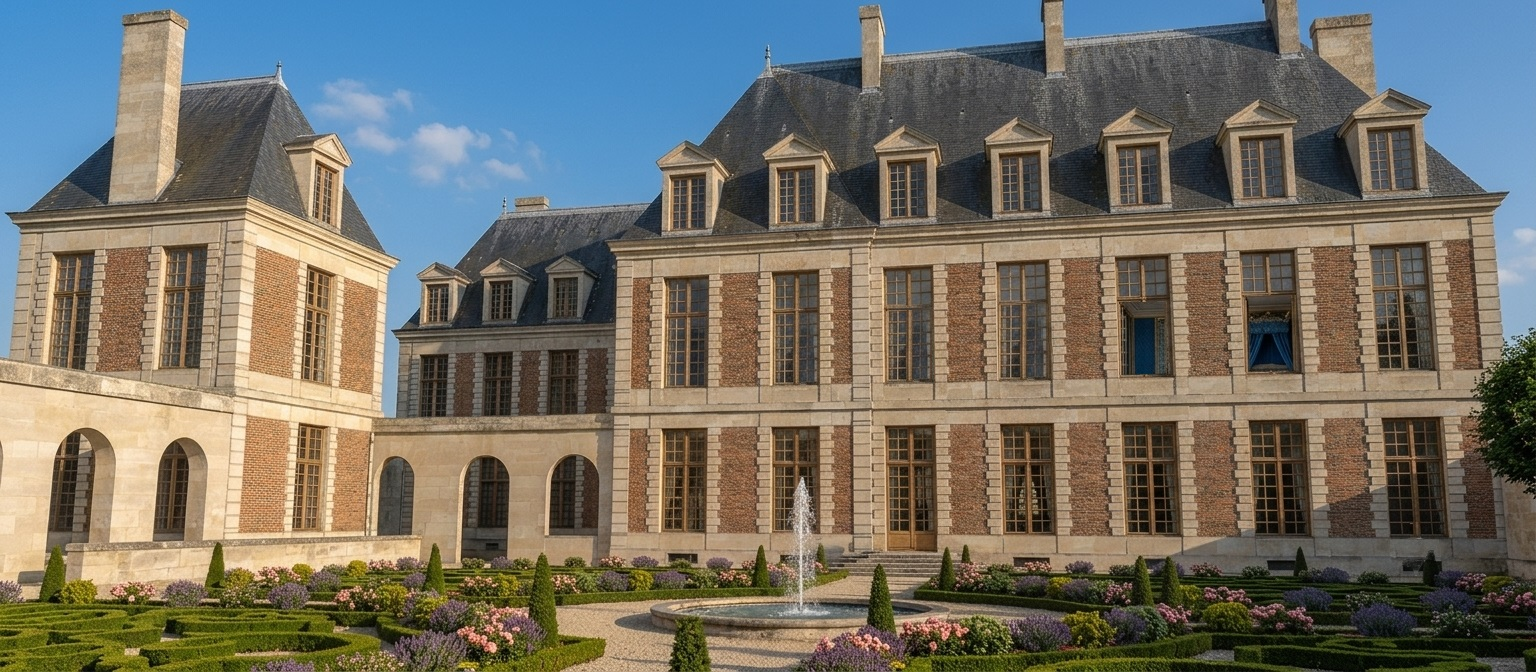
Proposition de restitution de l'Hôtel de Rambouillet, rue Saint-Thomas-du-Louvre, vu depuis le jardin, vers 1650.

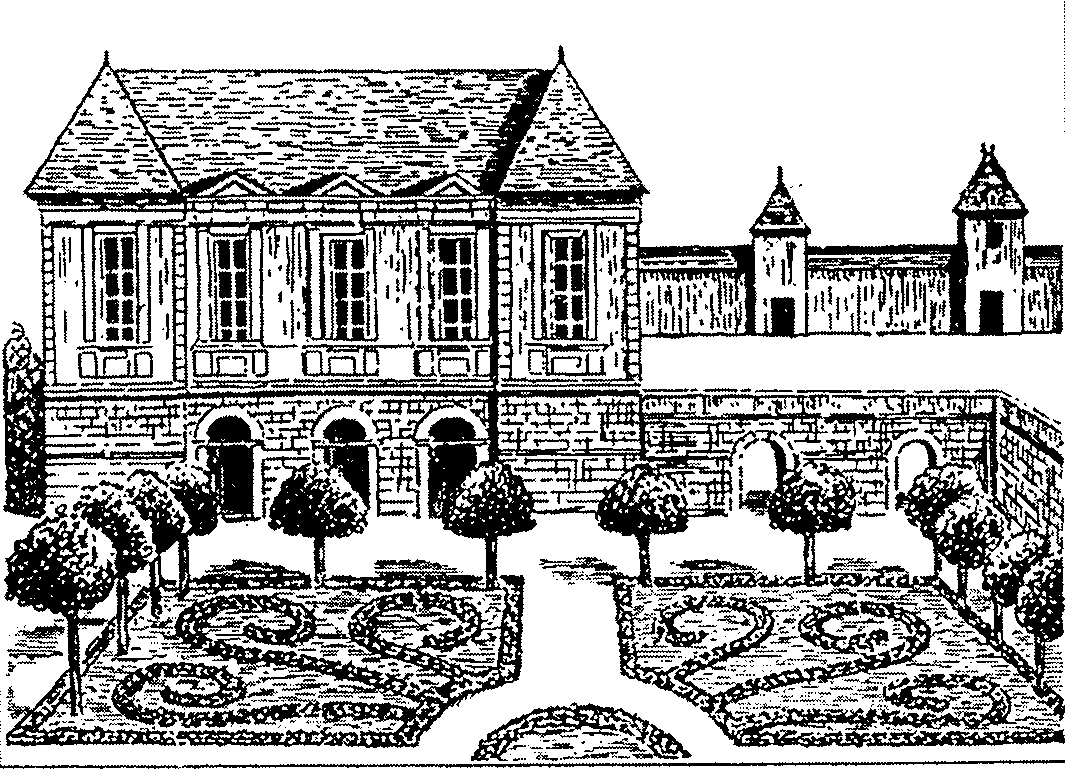
L’Hôtel de Rambouillet d’après une gravure de Gomboust (1652).

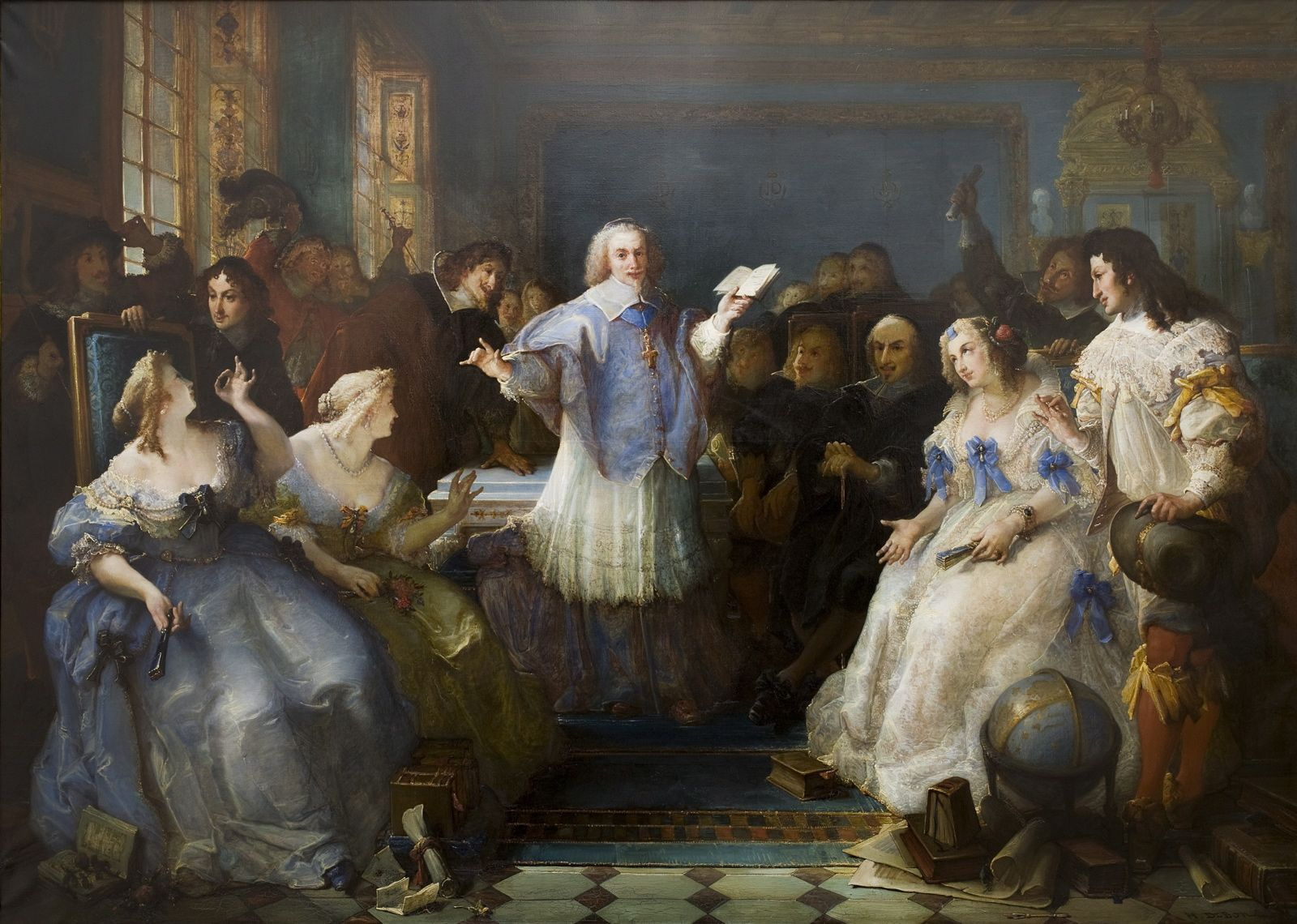
Une séance à l’hôtel de Rambouillet par François-Hippolyte Debon, musée de Dreux.

L’hôtel de Rambouillet est un hôtel parisien connu pour le salon littéraire que Catherine de Vivonne, épouse d'Angennes, marquise de Rambouillet tient de 1608 jusqu’à sa mort en 1665. Il était situé rue Saint-Thomas-du-Louvre (rue perpendiculaire à la rue Saint-Honoré, au sud de celle-ci), approximativement à l'emplacement de l'actuel pavillon Turgot du Louvre.

## Historique
Le précédent hôtel de Rambouillet, situé rue Saint-Honoré, fut absorbé par le Palais Cardinal (devenu Palais-Royal).
Le salon de Catherine de Vivonne, « l’incomparable Arthénice », anagramme (coutume très en vogue à cette époque dans le monde littéraire) de « Catherine », une des personnalités féminines les plus marquantes de son temps, fut l’un des plus brillants de son époque.
Elle n’hésite pas à faire reconstruire l’hôtel de son père, Jean de Vivonne, marquis de Pisani, sur des plans dessinés par elle-même, pour qu’il comporte des pièces plus adaptées aux réceptions, en particulier une enfilade de salons communicants dans le style italien. Gédéon Tallemant des Réaux rapporte qu'« elle avait su planter devant sa maison une allée de sycomores et ensemencer un herbage en sorte qu'elle se vantait "d'être la seule dans Paris qui voie de la fenêtre de son cabinet faucher un pré" ».
De la ruelle de sa « chambre bleue », « Arthénice » recevra allongée sur un lit les beaux esprits, les gens de lettres et les grands personnages de son époque : Richelieu, Malherbe, Vaugelas, Guez de Balzac, le Cavalier Marin, Chapelain, l'Abbé Cotin, Racan, Voiture feront partie de ses familiers. C’est également dans ce salon que la fille de la marquise de Rambouillet, Julie d'Angennes, rencontrera son futur époux, le duc de Montausier, qui la courtisera de nombreuses années, et lui offrira la célèbre Guirlande de Julie.
« On y parle savamment, mais on y parle raisonnablement et il n’y a lieu au monde où il y ait plus de bon sens et moins de galanterie » écrira Chapelain à propos de l’hôtel de Rambouillet. Ce monde jeune et gai qu’est l’hôtel de Rambouillet, où les bals et les plaisirs se succèdent, les intrigues amoureuses se nouent et se dénouent, ne fut pas une société de pédants même si les divertissements y prennent volontiers un tour intellectuel. La « préciosité » naît dans ce salon et gagne l'esprit des jeunes femmes de l’aristocratie qui le fréquentent. Cette mode durera une trentaine d'années. C’est de l’hôtel de Rambouillet que sortiront celles qui s’impliqueront activement dans la Fronde au point d’être qualifiées d’Amazones.
Bien que Molière ait tourné en dérision les membres de ce salon, il est indéniable que l’hôtel de Rambouillet a joué un rôle monumental dans la genèse du roman moderne français. La succession sera assurée par Madeleine de Scudéry, et le même Chapelain, qui a laissé quelques descriptions de ce temps, n’aura pas pour cette dernière les mêmes mots que pour Madame de Rambouillet.

## Témoignages contemporains
- « La marquise a trouvé l'art de faire en une place de médiocre grandeur un palais d'une vaste étendue. L'ordre, la régularité et la propreté sont dans tous ses appartements et à tous ses meubles : tout est magnifique chez elle, et même particulier : les lampes sont différentes des autres lieux, ses cabinets sont plein de mille raretés qui font voir le jugement de celle qui les a choisies. L'air est toujours parfumé, diverses corbeilles magnifiques, pleines de fleurs, font un printemps continuel dans sa chambre, et le lieu où on la voit d'ordinaire est si agréable et si bien imaginé qu'on croit être dans un enchantement. » - Madeleine de Scudéry[6]
- « Mal satisfaite de tous les dessins qu'on lui faisait, un soir, après y avoir bien rêvé, elle se mit à crier : "Vite ! Du papier ! J'ai trouvé le moyen de faire ce que je voulais". Sur l'heure, elle en fit le dessin, car naturellement, elle sait dessiner. On suivit le dessin de Madame de Rambouillet de point en point.C'est d'elle qu'on a appris à mettre les escaliers à côté, pour avoir une grande suite de chambres, à exhausser les planchers et à faire des portes et des fenêtres hautes et larges et vis-à-vis les unes des autres. Et cela est si vrai que la Reine-mère, quand elle fit bâtir Luxembourg, ordonna aux architectes d'aller voir l'hôtel de Rambouillet, et ce soin ne leur fut pas inutile. C'est la première qui s'est avisée de faire peindre une chambre d'autre couleur que de rouge ou de tanné ; et c'est ce qui a donné à sa grande chambre le nom de la chambre bleue. » - Gédéon Tallemant des Réaux[7]